# Coseno
En matemáticas, el coseno es una función par y continua con periodo {\displaystyle 2\pi }; además una función trascendente. Su nombre se abrevia como cos.

{\displaystyle \cos \;x=\cos(-x)}
{\displaystyle \cos \;x=-\cos(x+\pi )}

En trigonometría, el coseno de un ángulo {\displaystyle \alpha } de un triángulo rectángulo se define como la razón entre el cateto adyacente a dicho ángulo y la hipotenusa:
{\displaystyle \cos \alpha ={\frac {b}{c}}={\frac {AC}{AB}}}
Esta razón no depende del tamaño del triángulo rectángulo escogido sino que es una función dependiente del ángulo {\displaystyle \alpha .}
Si {\displaystyle B} pertenece a la circunferencia de radio uno con centro {\displaystyle O=A} se tiene:
{\displaystyle \cos \alpha =b=AC}
Ya que {\displaystyle c=AB=1}.
Esta construcción permite representar el valor del coseno para ángulos no agudos y funciona exactamente igual para los vectores, representando un vector {\displaystyle {\vec {AB}}} mediante su descomposición en los vectores ortonormales {\displaystyle {\vec {AC}}} y {\displaystyle {\vec {CB}}}.

## Cálculo por serie de potencias
En análisis matemático el coseno es la función que asocia un número real {\displaystyle x} con el valor del coseno del ángulo de amplitud, expresada en radianes, {\displaystyle x}. Es una función trascendente y analítica, cuya expresión en serie de potencias es:
{\displaystyle \cos x=1-{\cfrac {x^{2}}{2!}}+{\cfrac {x^{4}}{4!}}-{\cfrac {x^{6}}{6!}}+\ldots +(-1)^{n}\;{\frac {x^{2n}}{(2n)!}}+\ldots }
que en sumatorio sería:
{\displaystyle \cos x=\sum _{n=0}^{\infty }\;(-1)^{n}\;{\frac {x^{2n}}{(2n)!}}}

## En el plano complejo
En el plano complejo a través de la fórmula de Euler se tiene que:
| {\displaystyle {\cos }\ (z)={\frac {e^{iz}+e^{-iz}}{2}}} |
| Dada la fórmula de Euler: {\displaystyle e^{iz}={\cos }\ (z)+i{\operatorname {sen} }\ (z)} donde {\displaystyle e} es la base del logaritmo natural, e {\displaystyle i} es la unidad de los números imaginarios. Mediante las identidades del senos y cosenos aplicado a {\displaystyle e^{-iz}} se tiene también que: {\displaystyle e^{-iz}={\cos }\ (-z)+i{\operatorname {sen} }\ (-z)=} {\displaystyle {\cos }\ (z)-i{\operatorname {sen} }\ (z)} Sumando estas dos ecuaciones se tiene: {\displaystyle e^{iz}+e^{-iz}=2{\cos }\ (z)} donde despejando el coseno se obtiene lo que se quiere. |

## Representación gráfica

Gráfica de la función coseno, con el eje X expresado en radianes.

## Relaciones trigonométricas
El coseno puede relacionarse con otras funciones trigonométricas mediante el uso de identidades trigonométricas.
| {\displaystyle \cos \;\alpha =\;\;\;\cos \;(\alpha +k2\pi ),\;\;k\in \mathbb {Z} }                                                          |
| Por inducción ya que aplicando un número par de veces {\displaystyle \cos \;\alpha =-\cos(\alpha +\pi )} se llega a todos los valores de k. |

### Relación entre el seno y el coseno
La curva del coseno es la curva del seno desplazada {\displaystyle {\frac {\pi }{2}}} a la izquierda dando lugar a la siguiente expresión:
{\displaystyle \cos \alpha =\operatorname {sen} \left(\alpha +{\frac {\pi }{2}}\right)}

### Coseno de la suma de dos ángulos
| {\displaystyle \cos(\alpha +\beta )=} {\displaystyle \cos \alpha \cos \beta -\operatorname {sen} \alpha \operatorname {sen} \beta } {\displaystyle \cos(\alpha -\beta )=} {\displaystyle \cos \alpha \cos \beta +\operatorname {sen} \alpha \operatorname {sen} \beta } |
| La demostración está en la sección de identidades trigonométricas. |

### Coseno del ángulo doble
| {\displaystyle \cos 2\alpha =\cos ^{2}\alpha -\operatorname {sen} ^{2}\alpha } |
| Como: {\displaystyle \cos(\alpha +\beta )=} {\displaystyle \cos \alpha \cos \beta -\operatorname {sen} \alpha \operatorname {sen} \beta } Bastará con el cambio {\displaystyle \beta =\alpha \,} |

### Coseno del ángulo mitad
| {\displaystyle \cos {\bigg (}{\frac {\alpha }{2}}{\bigg )}={\begin{cases}{\sqrt {\frac {1+\cos \alpha }{2}}}&{\text{ si }}{\frac {\alpha }{2}}\in [-{\frac {\pi }{2}},\,\,{\frac {\pi }{2}}\,)+2k\pi \\-{\sqrt {\frac {1+\cos \alpha }{2}}}&{\text{ si }}{\frac {\alpha }{2}}\in [\;\;\;{\frac {\pi }{2}},\,{\frac {3\pi }{2}})+2k\pi \end{cases}}\;,\;\;para\;k\in \mathbb {Z} } |
| Usando las fórmulas: {\displaystyle \operatorname {sen} ^{2}\theta +\cos ^{2}\theta =1\,} y {\displaystyle \cos \left(2\theta \right)=\cos ^{2}\theta -\operatorname {sen} ^{2}\theta } resulta: {\displaystyle \cos \left(2\theta \right)=2\cos ^{2}\theta -1} y aislando {\displaystyle \operatorname {sen} \theta }: {\displaystyle \vert \cos \theta \vert ={\sqrt {\frac {1+\cos(2\theta )}{2}}}} El cambio {\displaystyle \theta ={\frac {\alpha }{2}}} corrige el ángulo y se extrae el valor absoluto con signo del seno: {\displaystyle 0<\cos {\frac {\alpha }{2}}\;\;\;\;\;{\text{si}}\;\;\;{\frac {\alpha }{2}}\in [-{\frac {\pi }{2}},\,{\frac {\pi }{2}})+2k\pi ,} {\displaystyle 0>\cos {\frac {\alpha }{2}}\;\;\;\;\;{\text{si}}\;\;\;{\frac {\alpha }{2}}\in [{\frac {\pi }{2}},\,{\frac {3\pi }{2}})+2k\pi } donde {\displaystyle k\in \mathbb {Z} }. |

### Suma de funciones como producto
| {\displaystyle \cos a+\cos b=\;\;\;2\cos \left({\frac {a+b}{2}}\right)\cos \left({\frac {a-b}{2}}\right)} {\displaystyle \cos a-\cos b=-2\operatorname {sen} \left({\frac {a+b}{2}}\right)\operatorname {sen} \left({\frac {a-b}{2}}\right)} |
| La demostración está en la sección de identidades trigonométricas. |

### Producto de funciones como suma
{\displaystyle \cos(A)\cos(B)=\cos ^{2}\left({\frac {A+B}{2}}\right)-\;\operatorname {sen} ^{2}\left({\frac {A-B}{2}}\right)=\cos ^{2}\left({\frac {A-B}{2}}\right)-\;\operatorname {sen} ^{2}\left({\frac {A+B}{2}}\right)}
{\displaystyle \cos(A)\cos(B)={\frac {1}{2}}\left(\cos(A+B)+\cos(A-B)\right)}

## Ángulos para los cuales el coseno se conoce con exactitud
| Ángulos en Rad (X)                | Ángulos en Grados (X°) | Cos(X)                                 |
| --------------------------------- | ---------------------- | -------------------------------------- |
| {\displaystyle {\frac {\pi }{6}}} | 30°                    | {\displaystyle {\frac {\sqrt {3}}{2}}} |
| {\displaystyle {\frac {\pi }{4}}} | 45°                    | {\displaystyle {\frac {\sqrt {2}}{2}}} |
| {\displaystyle {\frac {\pi }{3}}} | 60°                    | {\displaystyle {\frac {1}{2}}}         |
| {\displaystyle {\frac {\pi }{2}}} | 90°                    | {\displaystyle 0}                      |
| {\displaystyle \pi }              | 180°                   | {\displaystyle -1}                     |
| {\displaystyle 2\pi }             | 360°                   | {\displaystyle 1}                      |

Tomando los mismos valores para los ángulos con signo opuesto a los ángulos enunciados en la tabla, puesto que el coseno es una función par.

## Derivada del coseno
{\displaystyle \cos 'x=-\operatorname {sen} x\,}

## Generalizaciones del coseno
- Coseno hiperbólico cosh(x)
- Función elíptica cn(x)